# سود اویاسیون کاراوله
سود اویاسیون کاراوله (به انگلیسی: Sud Aviation Caravelle) یک هواپیما ساختِ کارخانهٔ سود-اویاسیون در کشور فرانسه است که در سال ۱۹۵۸–۱۹۷۲ ساخته شد. نخستین استفاده‌کنندهٔ این هواپیما ایر فرانس بوده‌است. این هواگرد برای نخستین بار در ۲۷ مه ۱۹۵۵ میلادی مورد استفاده قرار گرفت.